# Janina Krygier
Janina Krygier (pseud. Woynowska, ur. 10 listopada 1903 w Tomaszowie Mazowieckim, zm. 29 lipca 1989) – polska działaczka harcerska i czerwonokrzyska, nauczycielka, członkini Związku Walki Zbrojnej.

## Życiorys
Była córką córka Leona i Walerii. W 1917 wstąpiła do Związku Harcerstwa Polskiego i wkrótce została komendantem hufca żeńskiego w Tomaszowie Mazowieckim. W 1927 została harcmistrzem, co było wówczas rzadkością dla kobiet w wieku 24 lat oraz podjęła zatrudnienie jako nauczycielka w tomaszowskiej Szkole Powszechnej nr 10. Była oboźną Chorągwi Łódzkiej ZHP na zlocie w Spale w 1935. Od 1938 działała w Pogotowiu Harcerek. 
W 1939 okupanci niemieccy odmówili jej zatrudnienia w szkole, ale dzięki poparciu środowiska lekarskiego otrzymała pracę w Polskim Czerwonym Krzyżu, gdzie zgromadziła wokół siebie grono harcerek. Grupa ta zbierała środki finansowe, wspierała jeńców wojennych, rodziny poległych, zaginionych i więźniów, a także odszukiwała groby wojenne. Mając okupacyjną przepustkę docierała do miejsc odosobnienia i przekazywała nielegalnie informacje rodzinom. 9 grudnia 1939 wstąpiła do Związku Walki Zbrojnej (pseud. Woynowska). Pod przykrywką działalności PCK utrzymywała kontakty między organizacją tomaszowską a kierownictwem w Warszawie. Transportowała pocztę i zdekonspirowanych członków podziemia. 13 sierpnia 1940 została zatrzymana i uwięziona w areszcie przy ul. św. Antoniego 10. Krótko potem trafiła (wraz z siostrą) do niemieckiego obozu koncentracyjnego w Ravensbrück (nr 4420). Była tam współorganizatorką i zastępową konspiracyjnej obozowej drużyny harcerskiej „Mury”. 
19 maja 1945 powróciła do Tomaszowa Mazowieckiego i zatrudniła się jako nauczycielka w Szkole Podstawowej nr 5. Prowadziła też zajęcia w domu kultury. Na emeryturze pracowała jako bibliotekarka w szkole. Jako członkini międzynarodowej, poobozowej drużyny harcerskiej „Mury”, organizowała zjazdy członkowskie.
Zginęła w wypadku drogowym i została pochowana na cmentarzu przy ul. Smutnej w Tomaszowie Mazowieckim.

## Odznaczenia
Została odznaczona: 
- Krzyżem Kawalerskim Orderu Odrodzenia Polski,
- Złotym Krzyżem Zasługi[1],
- Medalem Zwycięstwa i Wolności 1945,
- Krzyżem Oświęcimskim,
- Krzyżem „Za Zasługi dla ZHP”,
- Odznaką Grunwaldzką,
- Złotą Odznaką ZNP[2].